# Pioneer 3

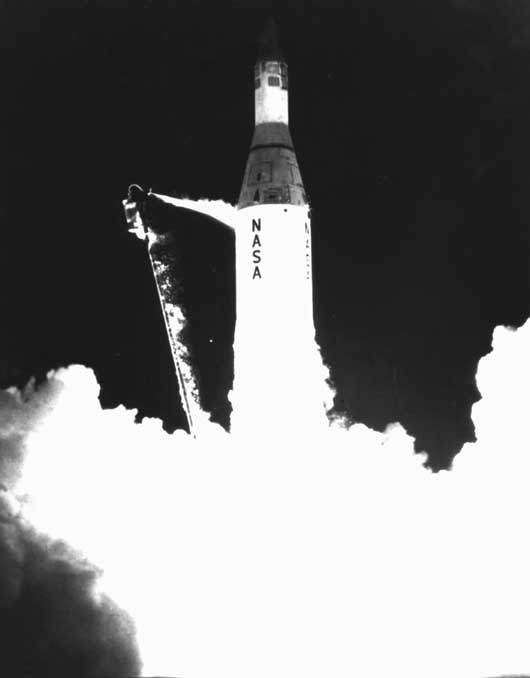
Le lancement de la sonde lunaire Pioneer 3 par un lanceur Juno II.

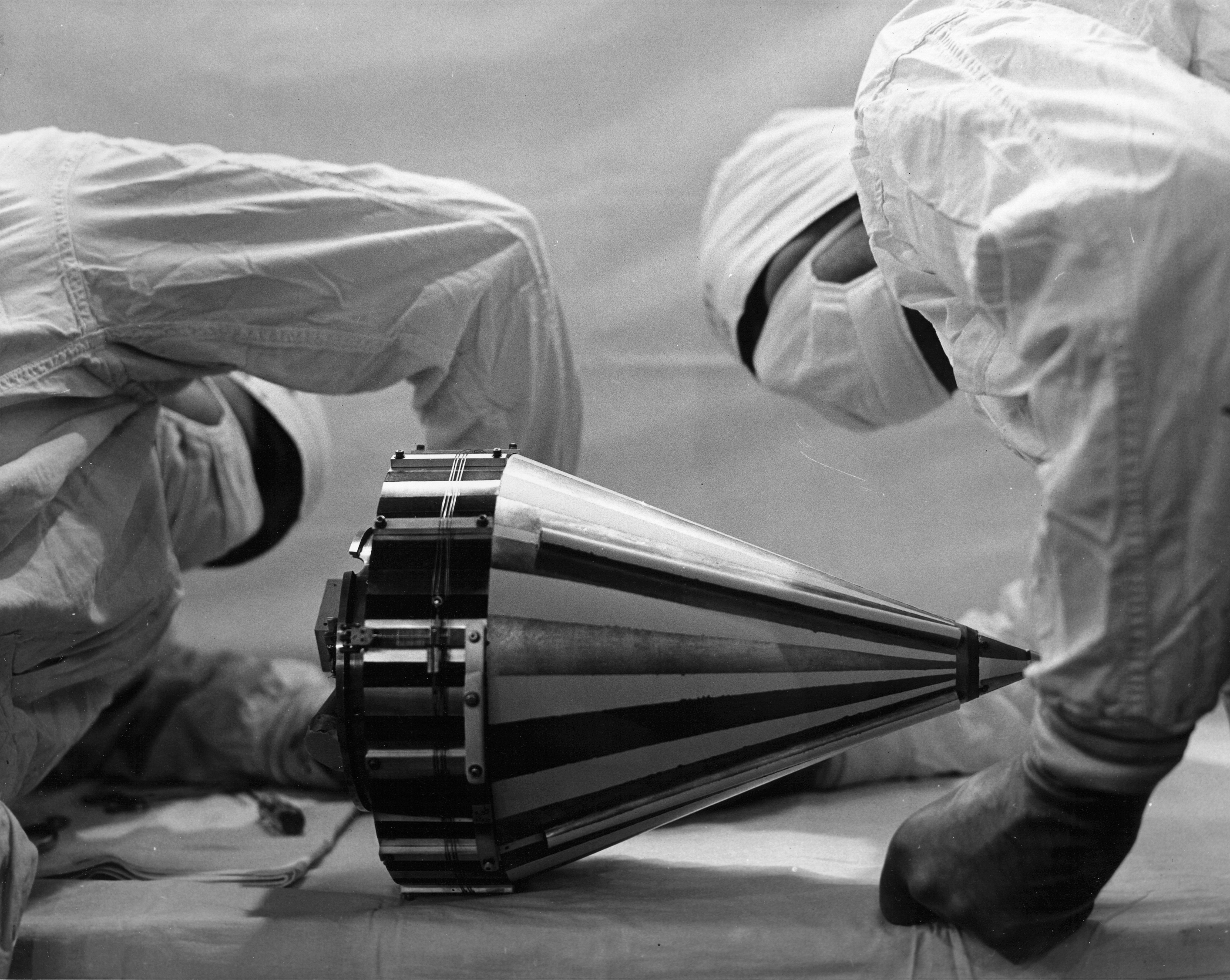
La sonde lunaire Pioneer 3.

Pioneer 3 est une sonde lunaire lancée en direction de la Lune, du programme Pioneer d'exploration spatiale de la NASA. Elle doit survoler la Lune avant de se placer en orbite héliocentrique. Une erreur de lancement lui fait manquer la Lune. Elle retombe vers la Terre après 38 heures de vol.

## Contexte
Pioneer 3 est la première de deux sondes lunaires, stabilisé par rotation, lancé par l'Agence des missiles balistiques de l'armée de terre (ABMA - Army Ballistic Missile Agency) en collaboration avec la NASA.
La sonde lunaire ne réussit pas à survoler la Lune et à se mettre en orbite héliocentrique comme prévu, mais atteint une altitude de 102 360 km avant de retomber vers la Terre. La NASA décide de réviser les objectifs de la sonde spatiale pour mesurer les radiations dans la zone extérieure de la ceinture de Van Allen en utilisant des tubes Geiger-Müeller et de faire un essai du mécanisme de déclenchement pour une expérience photographique lunaire.

## Description de la sonde lunaire
Pioneer 3 est une sonde en forme de cône de 58 cm de hauteur et de 25 cm de diamètre à sa base. Le cône est composé d'une fine coque en fibre de verre recouverte d'un vernis en or pour le rendre électriquement conducteur et peinte de bandes blanches pour maintenir la température entre 10 et 50 °C. À l'extrémité du cône se trouve une petite sonde qui se combine au cône lui-même pour servir d'antenne. À la base du cône, un anneau de piles au mercure fournit de l'énergie. Un capteur photoélectrique fait saillie au centre de l'anneau. Le capteur est conçu avec deux cellules photoélectriques qui sont déclenchées par la lumière de la Lune lorsque la sonde se trouve à 30 000 km de la Lune. Au centre du cône se trouvent un tube d'alimentation en tension et deux tubes Geiger-Müeller.
Un émetteur d'une masse de 0,5 kg délivre un signal en phase modulée de 0,1 W à une fréquence de 960,05 MHz. La puissance de l'onde porteuse est de 0,08 W et la puissance totale est de 0,18 W. Un mécanisme pour ralentir la rotation de la sonde lunaire se compose de deux poids de 7 grammes pouvant être enroulés au bout de deux fils de 150 cm de long lorsque déclenchés par une minuterie 10 heures après le lancement. Les poids ralentissent la rotation de 400 à 6 tr/min, puis les poids et les deux fils sont largués.

## Description des instruments
La sonde lunaire emporte deux instruments :
- Compteurs Geiger (Geiger Counters), deux tubes Geiger-Müeller sont utilisés pour obtenir des données sur la ceinture de Van Allen, découverte par le satellite scientifique Explorer 1, entourant la Terre. Un tube de type Anton-302 couvre les plages de radiations extrêmes du système de communication. Ce compteur sature à 10 röntgens/h. Un tube de type Anton-213 couvre la région de radiations de haute intensité. Ce compteur sature à 100 röntgens/h. Les compteurs sont conçus pour compter jusqu'à 200 000 coups de radiation par seconde. Des données sur les radiations sont reçues sur la trajectoire ascendante jusqu'à une distance de 107 400 km du centre de la Terre (près de son apogée) et de 60 000 km à 9 400 km de la trajectoire descendante. Les données sur les radiations sont reçues du lancement jusqu'à la défaillance de la sonde lunaire le 7 décembre 1958 (38 h 06 min 08 s). Les données de cette expérience montrent deux ceintures de radiations distinctes, appelées plus tard ceintures de Van Allen en l'honneur du chercheur James Van Allen[3].
- Un capteur photoélectrique (Imaging Scanner) au centre de la base de la sonde. La sonde spatiale apporte un capteur optique (Optical Sensor) pour mettre à l'essai un futur système d'imagerie. Si le capteur reçoit un faisceau de lumière d'une source (telle que la Lune),  lorsque la sonde se trouve à 30 000 km de la Lune, qui est suffisamment large pour passer à travers l'objectif et tomber simultanément sur deux cellules photoélectriques, alors le capteur envoie un signal pour mettre sous tension le système d'imagerie (lequel n'est pas sur cette sonde spatiale). De plus, le mécanisme anti-rotation ne fonctionne pas, empêchant l'essai du système optique[4].

## Déroulement de la mission
Le lancement de la sonde lunaire survient le 6 décembre 1958 à 05 h 44 min 52 s TU par le lanceur Juno II # 1 (AM-11) depuis l'aire de lancement LC-5 de la base de lancement de Cap Canaveral. Le plan de vol prévoit que la sonde Pioneer 3 passe près de la Lune après 33 h 45 min, puis se met en orbite héliocentrique. Cependant, l'épuisement du propergol entraîne l'arrêt du moteur du premier étage du lanceur Juno II, 4 secondes plus tôt que prévu, empêchant la sonde lunaire d'atteindre sa vitesse de libération de l'attraction terrestre, Pioneer 3 est à environ 1 030 km/h à court de sa vitesse de libération. L'angle d'injection est également d'environ 71° au lieu des 68° prévu. La sonde atteint une altitude de 102 360 km avant de retomber vers la Terre. Elle revient dans l'atmosphère terrestre et brûle au-dessus de l'Afrique le 7 décembre à 19 h 51 TU environ, à une position estimée à 16,4 N et 18,6° E. La sonde spatiale envoie de la télémétrie durant environ 25 h sur un trajectoire de 38 h 6 min. Les 13 autres heures sont des périodes de silence en raison de l'emplacement de deux stations de repérage. Les informations montrent que la température interne de la sonde est restée à environ 43 °C durant la majeure partie de la mission.

## Résultats de la mission
Les données obtenues présentent un intérêt particulier car elles indiquent l'existence de deux ceintures de radiation distinctes. Le Dr William Hayward Pickering (1910-2004), dans un document présenté à un symposium de l'Année géophysique internationale (AGI) le 29 décembre 1958, a noté que « [tandis que] les résultats du lancement étaient décevants… le dividende des mesures de radiations de la ceinture de Van Allen a gagné lorsque la charge utile est revenue vers la Terre a été d'une grande valeur dans la définition de ce champ d'énergie. » Ces données ont contribué à une découverte scientifique majeure des doubles bandes de radiations autour de la Terre.